# Saint-Martin-Terressus
Saint-Martin-Terressus è un comune francese di 558 abitanti situato nel dipartimento dell'Alta Vienne nella regione della Nuova Aquitania.

## Società

### Evoluzione demografica
Abitanti censiti